# Albairate
Albairate est une commune italienne de la ville métropolitaine de Milan, dans la région Lombardie.

## Administration
| Période                                  | Période  | Identité                | Étiquette                     | Qualité |
| ---------------------------------------- | -------- | ----------------------- | ----------------------------- | ------- |
| 2004                                     | En cours | Luigi Alberto Tarantola | Lista Civica Vivere Albairate |         |
| Les données manquantes sont à compléter. |          |                         |                               |         |

### Communes limitrophes
Corbetta, Cisliano, Cassinetta di Lugagnano, Gaggiano, Abbiategrasso, Vermezzo.